# 11947 Kimclijsters
11947 Kimclijsters este o planetă minoră (asteroid), cu un diametru de 8,669 km, din centura de asteroizi. A fost descoperită pe 15 august 1993 la observatoire de la Côte d'Azur⁠(d) de Eric Walter Elst și a fost numită după Kim Clijsters. 
Obiectul prezintă o orbită caracterizată de o semiaxă mare de 3,1995131 UAi, o excentricitate de 0,21, o înclinație de 0,19782 ° în raport cu ecliptica.